# Mary Bailey (aviadora)
Dame Mary Bailey, Lady Bailey (de soltera Westenra; 1 de diciembre de 1890 - 29 de julio de 1960) fue una mujer irlandesa, conocida como una de las mejores aviadoras de su tiempo, que "guió personalmente un avión desde Inglaterra hasta el extremo inferior del sur África y vuelta" (Time, 28 de enero de 1930).

## Biografía
Hija de Derrick Warner William Westenra, quinto barón Rossmore, del castillo de Rossmore, condado de Monaghan y su esposa, Mittie (de soltera Naylor), Lady Bailey pasó la mayor parte de su infancia en Irlanda, donde fue educada en casa hasta que se escapó en 1906. Aventurera desde una edad temprana, aparentemente compró una motocicleta en su juventud y se ganó la reputación de conducir a alta velocidad en 1914.

## Aviación
Durante la Primera Guerra Mundial, Mary se ofreció como voluntaria como mecánica de aviación y sirvió en Gran Bretaña y Francia, asociada con el Real Cuerpo Aéreo.
Se le concedió una licencia de piloto a principios de 1927 y rápidamente comenzó una carrera deportiva. Se convirtió en la primera mujer en volar a través del Mar de Irlanda. El 5 de julio de 1927 estableció un récord mundial de altura de 17,283 pies (5.268 m) en una categoría de avión ligero, volando un De Havilland DH.60 Cirrus II Moth.
Entre el 9 de marzo y el 30 de abril de 1928, Bailey hizo 8,000 mi (7.000 nmi; 13.000 km) de vuelo en solitario desde Croydon a Ciudad del Cabo, volando un De Havilland DH.60 Cirrus Moth con un tanque de combustible adicional. Luego hizo los 8,000 mi (7.000 nmi; 13.000 km) viaje de regreso entre septiembre de 1928 y el 16 de enero de 1929. El viaje de regreso implicó volar a través del Congo, luego a lo largo del borde sur del Sahara y hasta la costa occidental de África, luego a través de España y Francia de regreso a casa. Fue el vuelo en solitario más largo y el vuelo más largo realizado por una mujer hasta ese momento. Esta hazaña le valió el Trofeo Britannia de 1929.
En 1927 y 1928 ganó dos veces el Trofeo Harmon como la aviadora más destacada del mundo. También participó en el Challenge International de Tourisme 1929, que completó el concurso, y Challenge International de Tourisme 1930, en el que ocupó el puesto 31 para 60 participantes, siendo una de las dos únicas mujeres.
En 1930 ocupó un puesto en el Consejo de la Women's Engineering Society. En 1931, se convirtió en miembro de un grupo de mujeres pioneras de la ciencia, cuyos miembros compartían su espíritu aventurero y decidido. Ese mismo año, Bailey se convirtió en la primera mujer del Reino Unido en obtener un Certificado de vuelo a ciegas.
Bailey también alcanzó el rango de Oficial de Sección en la Fuerza Aérea Auxiliar de Mujeres durante la Segunda Guerra Mundial.

## Contribuciones a la arqueología
Lady Bailey también pudo usar su talento para la aviación para tomar fotografías aéreas de importantes sitios arqueológicos. Probablemente fue la primera mujer en lograr esto durante su trabajo en febrero de 1931 en el proyecto Oasis Jarlyá en Egipto. Trabajando en estrecha colaboración con Gertrude Caton-Thompson y Elinor Wight Gardner, Bailey pudo tomar fotografías aéreas que presentaron una descripción general amplia del sitio arqueológico en solo dos semanas. Estas fotografías lograron lo que hubiera tardado mucho más en hacer a pie. Además, también se revelaron futuros sitios de excavación. De hecho, la valiosa contribución de Lady Bailey a la expedición del Oasis Jarlyá fue innovadora e impresionante.

## Reconocimientos
En enero de 1930 fue nombrada Dama Comandante de la Orden del Imperio Británico (DBE).

## Familia
Se casó con Sir Abraham Bailey ("Abe") el 5 de septiembre de 1911, siendo su segunda esposa, y tuvieron cinco hijos:
1. Mittie Mary Starr Bailey (nacida el 1 de agosto de 1913 - fallecida el 10 de abril de 1961)[1]
2. Sir Derrick Thomas Louis Bailey, tercer Bt (nacido el 15 de agosto de 1918 - fallecido el 19 de junio de 2009)[1]
3. Ann Hester Zia Bailey (nacida el 15 de agosto de 1918 - fallecida el 3 de octubre de 1979)
4. James Richard Abe Bailey (nacido el 23 de octubre de 1919 - fallecido el 29 de febrero de 2000)[1]
5. Noreen Helen Rosemary Bailey (nacida el 27 de julio de 1921)[1]